# Ratzeburger See
Ratzeburger See (pol. hist. Racibór) – jezioro w Niemczech, w południowo-wschodniej części kraju związkowego Szlezwik-Holsztyn.